# Panamericansaurus
Panamericansaurus – rodzaj zauropoda z grupy tytanozaurów żyjącego w późnej kredzie w Ameryce Południowej. Został opisany w 2010 roku przez Jorgego Calvo i Juana Porfiriego w oparciu o niekompletny szkielet (MUCPv-417) obejmujący pięć kręgów ogonowych, jeden krzyżowy, lewą kość ramienną, łuki naczyniowe i fragmenty żebra. Skamieniałości te odnaleziono około 3 km na zachód od miasta San Patricio del Chañar w argentyńskiej prowincji Neuquén. Osady formacji Allen, z których je wydobyto, datowane są na późny kampan. Panamericansaurus to pierwszy dinozaur odkryty w tej formacji na terenie Neuquén. Według autorów jest on zaawansowanym tytanozaurem należącym do rodziny Titanosauridae (inni autorzy rzadko używają tej nazwy), a wewnątrz niej – do kladu Aeolosaurini, obejmującego również rodzaje Aeolosaurus i Gondwanatitan. Panamericansaurus wykazuje wszystkie synapomorfie tego kladu z wyjątkiem nieskierowanej przednio-grzbietowo przedniej krawędzi przednich i środkowych kręgów ogonowych. Późniejsza analiza filogenetyczna przeprowadzona przez Santucciego i de Arrudę-Camposa (2011) potwierdziła przynależność Panamericansaurus do Aeolosaurini. Kość ramienna holotypu mierzy 123 cm długości, co na podstawie porównania z gondwanatytanem pozwala oszacować jego długość na około 11 m.
Nazwa Panamericansaurus odnosi się do firmy Pan American Energy, która finansowo wspierała Proyecto Dino, zajmujący się pracami paleontologicznymi. Nazwa gatunkowa gatunku typowego honoruje rodzinę Schroederów, na posesji których odnaleziono holotyp, i którzy współpracowali z paleontologami w trakcie wydobywania skamieniałości.